# .st
.st ist die länderspezifische Top-Level-Domain (ccTLD) von São Tomé und Príncipe. Sie existiert seit dem 7. November 1997 und wird vom Unternehmen Tecnisys verwaltet, mit technischer Verwaltung durch die ST Registry des schwedischen Internetdienstanbieters Bahnhof AB.

## Eigenschaften
Domains können ausschließlich auf zweiter Ebene angemeldet werden und zwischen zwei und 63 Zeichen lang sein. Es werden nur alphanumerische Zeichen unterstützt, internationalisierte Domainnamen sind also nicht möglich. Bestimmte Adressen wie saotome.st und principe.st (für die Inseln), und offizielle Funktionen wie gov.st, edu.st und mil.st sind gesperrt und können nicht angemeldet werden.